# Oripää
Oripää est une petite municipalité du sud-ouest de la Finlande, dans la province de Finlande-Occidentale et la région de Finlande du Sud-Ouest.

## Description
On trouve dans cette petite commune agricole un terrain d'aviation, utilisé notamment par une école de pilotage. Les municipalités voisines sont Alastaro au nord, Loimaa à l'est, Pöytyä au sud et Yläne à l'ouest.
C'est la commune de naissance de l'ancien premier ministre Harri Holkeri (né en 1937).

## Démographie
Depuis 1980, l'évolution démographique de Pöytyä est la suivante, :
| Année      | 1980  | 1985  | 1990  | 1995  | 2000  | 2005  |
| ---------- | ----- | ----- | ----- | ----- | ----- | ----- |
| population | 1 480 | 1 458 | 1 414 | 1 388 | 1 342 | 1 335 |

| Année      | 2010  | 2015  | 2020  |
| ---------- | ----- | ----- | ----- |
| population | 1 414 | 1 377 | 1 328 |

### Conseil municipal
Les sièges des 17 conseillers municipaux sont répartis comme suit:
| Parti     | Parti                              | Sièges 2021–2025 |
| --------- | ---------------------------------- | ---------------- |
|           | Parti social-démocrate de Finlande | 0                |
|           | Vrais Finlandais                   | 2                |
|           | Parti de la Coalition nationale    | 4                |
|           | Parti du centre                    | 8                |
|           | Alliance de gauche                 | 3                |
| Sources : |                                    |                  |

## Transports
Oripää est traversée par la route principale 41 entre Aura et Huittinen.
La gare la plus proche de Loimaa desservie par la ligne Turku–Toijala.
L'aéroport le plus proche est l'aéroport de Turku.

### Distances
- Helsinki 170 km
- Huittinen 35 km
- Loimaa 22 km
- Pori 90 km
- Rauma 85 km
- Tampere 110 km
- Turku 55 km
- Uusikaupunki 89 km

## Personnalités
- Harri Holkeri (1937–2011), ministre
- Annika Saarikko (1983-), ministre